# Palesztina hívójelkörzetei
Palesztina jelenleg (2024) 2 hívójelkörzetre van osztva.
Palesztina számára az ITU az E4 hívójelprefixet határozta meg.

## Palesztina hívójelkörzetei
| Prefix | Körzet       | Hely/jelleg | ITU zóna | CQ zóna | 1 szintű QTH lokátor |
| ------ | ------------ | ----------- | -------- | ------- | -------------------- |
| E4     | [0..3, 5..9] | West Bank   | 39       | 20      | KM                   |
| E4     | 4            | Gaza        | 39       | 20      | KM                   |
| AP     | 6            | Kivezetve   | 39       | 20      | KM                   |
| ZC     | 6            | Kivezetve   | 39       | 20      | KM                   |

## Lajstromjel
Vízi és légi járművek lajstromjelezéséhez a hívójelprefix tartománytól eltérően az SU-Y prefixet használják.